# Sitz im Leben
Sitz im Leben (z niem., dosł. „miejsce w życiu”, „siedlisko życiowe”) – określenie z zakresu krytyki biblijnej, oznaczające kontekst życiowy, w którym powstał i w którym był wykorzystywany dany fragment Biblii.
Przyczyną poszukiwania Sitz im Leben jest to, że tekst biblijny wyrwany z pierwotnego kontekstu zmienia lub traci swoje znaczenie – i pozostaje niezrozumiały dla współczesnego czytelnika. W najprostszej formie poszukuje się rodzaju literackiego tekstu: list, przypowieść, psalm, lamentacja, pieśń. Następnie rozstrzyga się, kto był oryginalnym podmiotem lirycznym w danym fragmencie, w jakich okolicznościach tekst powstał i w jakich był używany. 
Na przykład w Księdze Psalmów znajdują się liczne wypowiedzi, które pierwotnie były związane z liturgią Świątyni Jerozolimskiej. Kilkanaście psalmów to lamentacje ludzi niesłusznie oskarżonych, którym grozi śmierć. W Izraelu, w trudnych do rozstrzygnięcia przypadkach prawnych udawano się do świątyni, by tam usłyszeć „wyrok Boży” z ust kapłana. Oskarżony prosił najpierw Boga o jego wyrok, jednocześnie zapewniając uroczyście o swojej niewinności. Do tego służyły słowa psalmu, ułożonego osobiście lub będącego w dyspozycji u kapłanów. Bez znajomości pierwotnego kontekstu takie lamentacje mogą być niezrozumiałe.
Termin Sitz im Leben stworzył w latach 20. XX wieku niemiecki teolog protestancki, Hermann Gunkel. Początkowo był wykorzystywany w analizie pewnych części Starego Testamentu, szczególnie Księgi Rodzaju i Psalmów. W połowie XX wieku najczęściej wykorzystywano go w krytyce Ewangelii synoptycznych, jako część tzw. Formgeschichte, czyli krytyki form literackich.